# Roy Oswalt
Roy Oswalt (né le 29 août 1977 à Weir, Mississippi, États-Unis) est un lanceur droitier de baseball qui joue en Ligue majeure de 2001 à 2013. Il passe les 10 premières années d'une carrière de 13 saisons avec les Astros de Houston.
Champion olympique en 2000 avec l'équipe des États-Unis, il compte trois sélections au match des étoiles (2005, 2006 et 2007). Il est nommé joueur par excellence de la Série de championnat de la Ligue nationale en 2005 avec Houston. Il mène la Ligue nationale avec une moyenne de points mérités de 2,98 en 2006.

## Jeux olympiques
Roy Oswalt remporte l'or olympique avec l'équipe des États-Unis lors des Jeux de Sydney en 2000.

## Astros de Houston
Roy Oswalt est drafté le 4 juin 1996 par les Astros de Houston. 

### Saison 2001
Il débute en Ligue majeure le 6 mai 2001 au Stade olympique de Montréal contre les Expos. Il remporte sa première victoire en carrière dans les grandes ligues le 14 mai à Cincinnati sur les Reds.
À son année recrue en 2001, il affiche le pourcentage de victoires le plus élevé parmi les lanceurs ayant été utilisés sur une base régulière dans la Ligue nationale (,824) avec 14 victoires contre seulement 3 défaites. Sa moyenne de points mérités de 2,73 en 141 manches et un tiers lancées est excellente et il reçoit à la fin de la saison des votes à la fois pour le trophée Cy Young (il se classe 5e au scrutin) et pour le joueur par excellence de la saison (22e). Oswalt échappe cependant le titre de recrue de l'année, qui est décerné unanimenent dans la Nationale au spectaculaire Albert Pujols, des Cardinals de Saint-Louis.

### Saison 2002
En 2002, à sa seconde saison, Oswalt frôle la marque symbolique des 20 victoires, alors qu'il remporte 19 parties pour les Astros, contre seulement 9 défaites. Sa moyenne de points mérités est de 3,01 et il franchit pour la première fois les 200 retraits sur des prises, avec 208. Il est de nouveau considéré aux scrutins pour le trophée Cy Young et le joueur de l'année.

### Saison 2003
En 2003, il remporte 10 décisions, contre 5 revers, et affiche une moyenne de 2,97. Sa saison est marquée par des blessures, notamment, et il n'apparaît que dans 21 parties, soit 14 de moins que l'année précédente.

#### Match sans point ni coup sûr
Le 11 juin 2003, dans un match interligue opposant les Astros de Houston aux Yankees, au Yankee Stadium de New York, Roy Oswalt entreprend un match sans point ni coup sûr que les Texans remportent 8-0 sur leurs adversaires. Oswalt lance une manche complète et retire dans l'ordre les frappeurs des Yankees, mais il est retiré du match en deuxième manche en raison d'une blessure à l'aine. Il est remplacé par Pete Munro. Au total, six lanceurs se succèdent au monticule pour les Astros, et les Yankees ne réussiront jamais un seul coup sûr. Oswalt, Munro et les releveurs Kirk Saarloos, Brad Lidge, Octavio Dotel et Billy Wagner sont tous crédités d'un match sans point ni coup sûr combiné. Bien que la chose soit rare, il ne s'agit pas du premier du genre. Mais dans les annales du baseball majeur, il s'agit du premier match sans coup sûr combiné ayant impliqué autant de lanceurs.

### Saison 2004

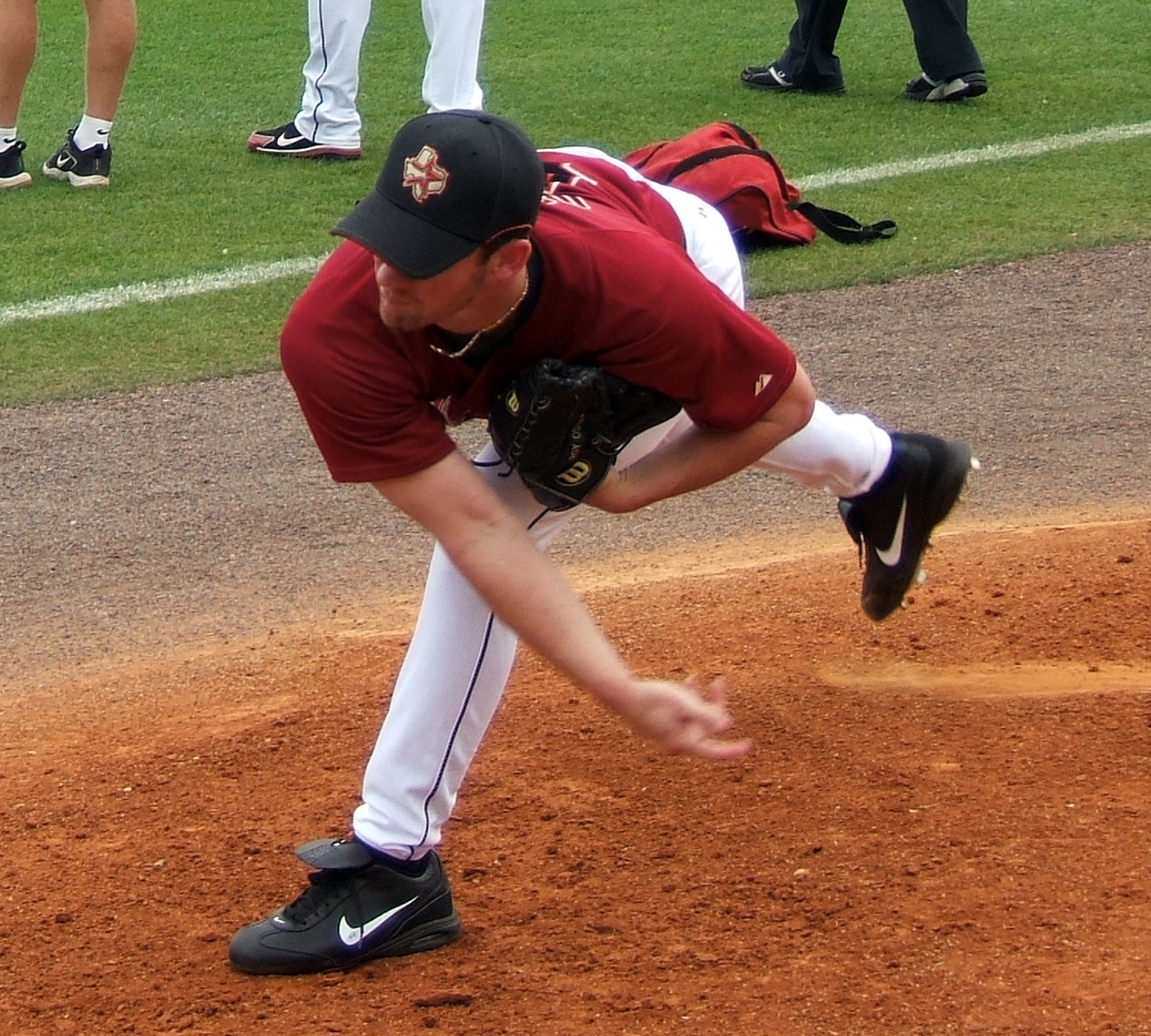
Roy Oswalt s'exerce avec les Astros de Houston en 2008.

Oswalt mène tous les lanceurs de la Ligue nationale en 2004 avec sa première saison de 20 victoires et seul Curt Schilling des Red Sox de Boston le devance dans l'ensemble des majeures, avec 21 gains. Oswalt n'est crédité que de 10 défaites et il est le lanceur partant le plus utilisé des majeures avec 35 départs. Il connaît sa deuxième saison de plus de 200 retraits sur des prises, avec 206 en 237 manches lancées. 
Les Astros se qualifient pour les séries d'après-saison en qualité de meilleurs deuxièmes et Oswalt joue en parties éiminatoires pour la première fois, effectuant deux départs en Série de division entre Houston et Atlanta. Il n'accorde que trois points mérités en 11 manches et un tiers au monticule, et est crédité de la victoire à sa seule décision. Il éprouve plus de difficultés en Série de championnat face aux éventuels champions de la Ligue nationale, les Cardinals, mais ne reçoit pas de décision en deux présences au monticule, l'une comme partant et l'autre comme lanceur de relève.

### Saison 2005
En 2005, le droitier enchaîne avec sa seconde saison de 20 parties gagnées. Il est crédité de 12 défaites et abaisse sa moyenne de points mérités de plusieurs points, la faisant passer de 3,49 à 2,94. Avec 35 sorties comme partant, il est de nouveau le plus utilisé des majeures.
À la mi-saison, il reçoit la première de trois invitations consécutives au match des étoiles du baseball majeur.

#### Séries éliminatoires
Pour une seconde année d'affilée, Houston se qualifie pour les séries en tant que meilleur deuxième de la Ligue nationale. Oswalt effectue un solide départ en Série de division, à nouveau contre les Braves, et reçoit la victoire à sa fiche. 
Il est nommé joueur par excellence de la Série de championnat 2005 de la Ligue nationale, alors qu'il n'alloue que deux points mérités en quatorze manches lancées sur deux départs. Les deux victoires sont portées à sa fiche et les Astros accèdent à la Série mondiale pour la première fois de leur histoire lorsque Oswalt n'accorde qu'un point aux Cards de Saint-Louis dans la sixième rencontre de la série.
En grande finale, Oswalt est le lanceur partant des Astros dans le match #3 contre les White Sox de Chicago. Avec son équipe en avance 4-0 dans la rencontre, il est victime d'une poussée de cinq points de l'adversaire en cinquième manche. Il quitte après six manches lancées avec son club en retard par un point. Les White Sox l'emportent, mais la défaite ne va pas à Oswalt. Chicago balaie Houston en quatre matchs pour remporter la Série mondiale.

### Saison 2006
En 2006, Oswalt affiche la meilleure moyenne de points mérités de la Ligue nationale (2,98). Il remporte 15 victoires, contre seulement 8 défaites.
À la mi-saison, il est sélectionné pour le match des étoiles.

### Saison 2007
Pour la troisième année de suite, Oswalt est invité à la partie d'étoiles. Il affiche un dossier de 14-7 en saison régulière avec une équipe qui ne remporte que 73 victoires, bon pour la quatrième place seulement dans la division Centrale de la Ligue nationale.

### Saison 2008
Il remporte 17 matchs pour Houston en saison régulière.

### Saison 2009
Le droitier présente une fiche de 8-6 pour la saison, en 30 départs. Il affiche cependant sa moyenne la moins reluisante en carrière, soit 4,12 points mérités accordés par partie, le tout en 181 manches et un tiers lancées, son plus faible total de manches au monticule depuis sa saison 2003 marquée par des blessures.

### Saison 2010
Le 5 avril 2010, il est le lanceur partant des Astros au match inaugural de l'équipe pour une huitième saison consécutive, un record de franchise.
Après 20 départs, il est 6-12 pour Houston avec une moyenne de points mérités de 3,42.

## Phillies de Philadelphie

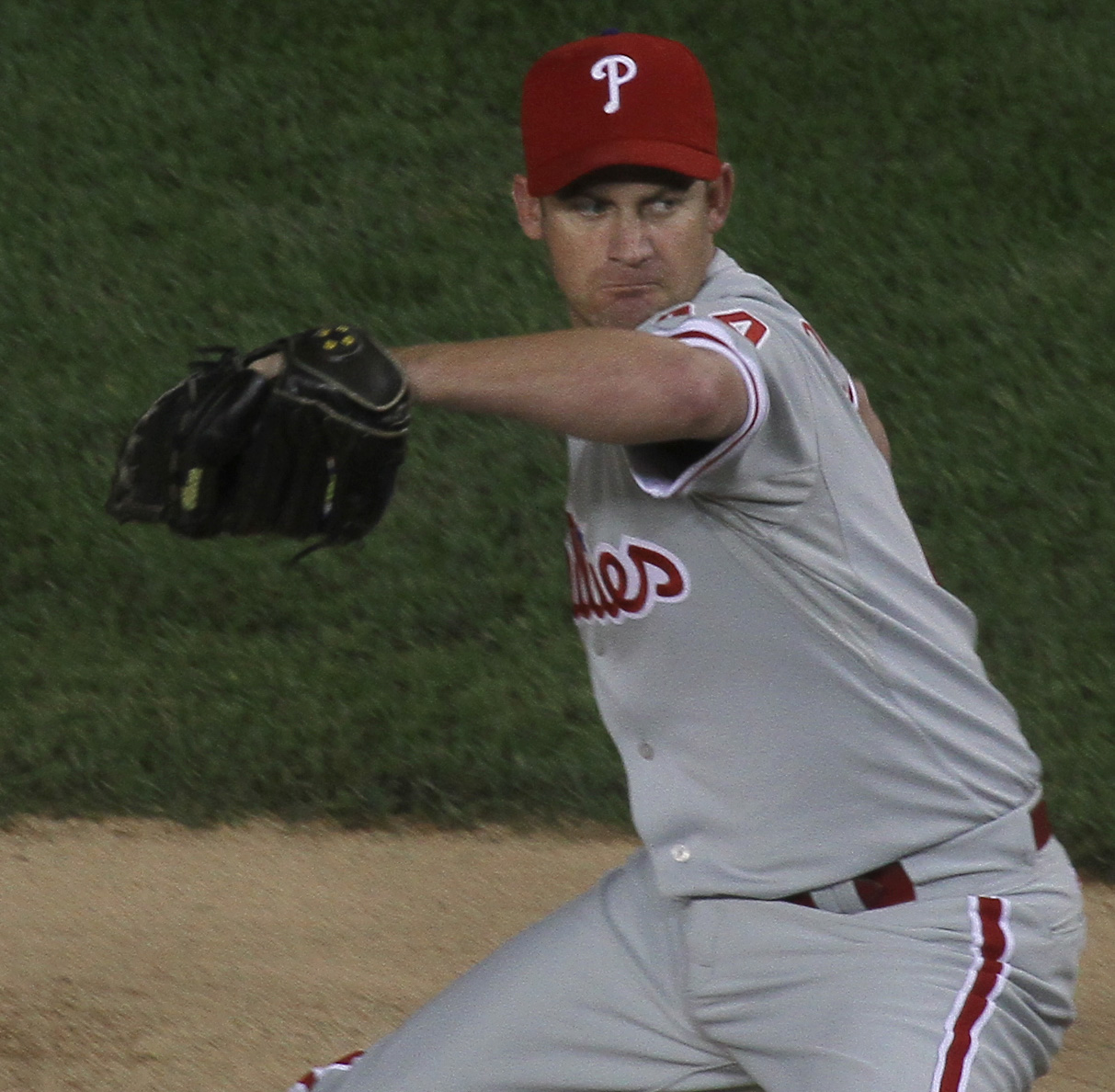
Oswalt en fin de saison 2010 avec les Phillies.

Le 29 juillet 2010, Oswalt est transféré chez les Phillies de Philadelphie en retour du jeune lanceur J. A. Happ et de deux joueurs des ligues mineures, le voltigeur Anthony Gose et l'avant-champ Jonathan Villar. 
Avec les Phillies, Oswalt remporte 7 de ses 8 décisions en 2010, affichant une brillante moyenne de points mérités de 1,74 avec un jeu blanc. Il aide l'équipe à décrocher le championnat de la division Est. Ses statistiques pour la saison, incluant les parties avec les Astros, sont de 13 victoires et 13 défaites avec une moyenne de 2,76 et 193 retraits sur des prises. Il affiche la cinquième meilleure moyenne de points mérités de tous les lanceurs de la Ligue nationale.
Le 24 août, dans un match à Philadelphie entre les Phillies et les Astros, Oswalt est appelé à jouer en défensive au champ gauche en 15e manche d'un match qui en durera finalement seize. Le gérant des Phillies, Charlie Manuel, décide dans un geste peu usité d'envoyer le lanceur patrouiller le champ extérieur en raison du manque de joueurs disponibles dans ce match très long. Le premier frappeur des Astros en début de 15e, Jason Castro, frappe une balle au champ gauche que Oswalt capte facilement, sous les applaudissements nourris de la foule. Plus tard, il est le dernier retrait du match, perdu 4-2 par Philadelphie. Il est le premier lanceur des Phillies à prendre la place d'un joueur de position en défensive depuis que Bill Wilson avait joué au troisième coussin en 1971.
Philadelphie remporte le championnat de la section Est de la Ligue nationale pour une quatrième année de suite, permettant à Oswalt de savourer le premier titre de division de sa carrière et de passer en séries éliminatoires pour la première fois depuis la Série mondiale de 2005.

## Rangers du Texas
Oswalt est sans contrat au début de la saison 2012. Le 29 mai, il est mis sous contrat par les Rangers du Texas.
Oswalt fait ses débuts pour les Rangers le 22 juin 2012 et remporte la victoire après avoir retiré six joueurs des Rockies du Colorado sur des prises en six manches et deux tiers dans un gain de 4-1 de Texas. Il remporte la victoire à son second match, joué contre Détroit, mais il accorde 13 coups sûrs, le nombre le plus élevé de sa carrière en 6 manches. Après 6 départs, la moyenne de points mérités d'Oswalt a grimpé à 6,49 et il n'a jamais franchi la septième manche d'un match. Il doit aussi sauter un tour dans la rotation en raison de maux de dos. Après l'acquisition par les Rangers le 31 juillet du lanceur partant Ryan Dempster, Texas envoie Oswalt à l'enclos des releveurs. Il joue un total de 17 matchs et lance 59 manches pour Texas en 2012. Neuf de ses sorties sont comme lanceur partant. Sa moyenne s'élève à 5,80 avec 4 victoires et 3 défaites.

## Rockies du Colorado
Sans contrat au début de la saison 2013, Oswalt signe un contrat des ligues mineures chez les Rockies du Colorado le 2 mai 2013. Il débute avec les Rockies comme lanceur partant le 20 juin 2013.
Il encaisse 6 défaites en autant de décisions, sans remporter de victoires. En 6 départs, 3 présences en relève et 32 manches et un tiers lancées avec Colorado, sa moyenne de points mérités s'élève à 8,63.
Le 5 avril 2014, il signe un contrat spécial d'une journée avec les Astros de Houston afin d'annoncer sa retraite de joueur.

## Statistiques
| Saison | Équipe       | G   | GS  | CG | SHO | V   | D  | SV | IP     | SO   | ERA  |
| ------ | ------------ | --- | --- | -- | --- | --- | -- | -- | ------ | ---- | ---- |
| 2001   | Houston      | 28  | 20  | 3  | 1   | 14  | 3  | 0  | 141.2  | 144  | 2,73 |
| 2002   | Houston      | 35  | 34  | 0  | 0   | 19  | 9  | 0  | 233.0  | 208  | 3,01 |
| 2003   | Houston      | 21  | 21  | 0  | 0   | 10  | 5  | 0  | 127.1  | 108  | 2,97 |
| 2004   | Houston      | 36  | 35  | 2  | 2   | 20  | 10 | 0  | 237.0  | 206  | 3,49 |
| 2005   | Houston      | 35  | 35  | 4  | 1   | 20  | 12 | 0  | 241.2  | 184  | 2,94 |
| 2006   | Houston      | 33  | 32  | 2  | 0   | 15  | 8  | 0  | 220.2  | 166  | 2,98 |
| 2007   | Houston      | 33  | 32  | 1  | 0   | 14  | 7  | 0  | 212.0  | 154  | 3,18 |
| 2008   | Houston      | 32  | 32  | 3  | 2   | 17  | 10 | 0  | 208.2  | 165  | 3,54 |
| 2009   | Houston      | 30  | 30  | 3  | 0   | 8   | 6  | 0  | 181.1  | 138  | 4,12 |
| 2010   | Houston      | 20  | 20  | 1  | 1   | 6   | 12 | 0  | 129.0  | 120  | 3,82 |
| 2010   | Philadelphie | 13  | 12  | 1  | 1   | 7   | 1  | 0  | 82.2   | 73   | 1,74 |
| Totaux | Totaux       | 316 | 303 | 20 | 8   | 150 | 83 | 0  | 2015.0 | 1666 | 3,18 |

| Saison | Équipe       | G  | GS | CG | SHO | V | D | SV | IP   | SO | ERA  |
| ------ | ------------ | -- | -- | -- | --- | - | - | -- | ---- | -- | ---- |
| 2004   | Houston      | 4  | 3  | 0  | 0   | 1 | 0 | 0  | 19.1 | 10 | 4,19 |
| 2005   | Houston      | 4  | 4  | 0  | 0   | 3 | 0 | 0  | 27.1 | 22 | 3,29 |
| 2010   | Philadelphie | 4  | 3  | 0  | 0   | 1 | 1 | 0  | 19.2 | 19 | 3,66 |
| Totaux | Totaux       | 12 | 10 | 0  | 0   | 5 | 1 | 0  | 66.1 | 51 | 3,39 |

Note : G = Matches joués ; GS = Matches comme lanceur partant ; CG = Matches complets ; SHO = Blanchissages ; 
V = Victoires ; D = Défaites ; SV = Sauvetages ; IP = Manches lancées ; SO = Retraits sur des prises ; ERA = Moyenne de points mérités.